# Bảo tàng Lịch sử Tự nhiên Quốc gia, New Delhi
Bảo tàng Lịch sử Tự nhiên Quốc gia (tiếng Hindi: राष्ट्रीय प्राकृतिक इतिहास संग्रहालय, नई दिल्ली) ở New Delhi là một trong hai viện bảo tàng về tự nhiên ở Ấn Độ. Được thành lập vào năm 1972 và mở cửa vào năm 1978, bảo tàng trực thuộc Bộ Môi trường và Rừng của Chính phủ Ấn Độ. Bảo tàng nằm trên đường Barakhamba ở Tansen Marg, trung tâm New Delhi, đối diện Đại sứ quán Nepal, gần ga tàu điện ngầm Connaught Place. Bảo tàng vẫn còn tồn tại cho tới ngày 26 tháng 4 năm 2016, một đám cháy thiêu rụi toàn bộ viện bảo tàng và những bộ sưu tập.

## Sứ mệnh
Sứ mệnh của Bảo tàng Lịch sử Tự nhiên Quốc gia New Delhi là thúc đẩy giáo dục môi trường, không chỉ ở khu vực thủ đô mà còn ở những khu vực khác của Ấn Độ; cung cấp các nguồn tài nguyên và dụng cụ giảng dạy cho các trường học và cho những chương trình giảng dạy về môi trường; phối hợp thực hiện các dự án lịch sử tự nhiên với các cơ quan, tổ chức khác trong nước và quốc tế; tiến hành nghiên cứu lịch sử tự nhiên.

## Lịch sử
Bảo tàng Lịch sử Tự nhiên Quốc gia New Delhi được thành lập vào năm 1972 như một phần của lễ kỷ niệm 25 năm ngày Ấn Độ độc lập. Indira Gandhi, sau đó là Thủ tướng của Ấn Độ đã phát biểu rằng Ấn Độ cần một viện bảo tàng "để nâng cao nhận thức về môi trường". Sau nhiều năm phát triển và tổ chức triển lãm, viện bảo tàng đã chính thức mở cửa đón du khách từ ngày Môi trường Thế giới (5 tháng 6) năm 1978.
Sau một báo cáo tiêu cực từ chính phủ năm 2012 về tình trạng bảo trì nghèo nàn của tòa nhà, những kế hoạch di dời bảo tàng đến một tòa nhà màu xanh lá cây trị giá 250 triệu ₹ ở Bhairon Marg đã được thực hiện. Địa điểm mới của bảo tàng là nơi "gần Công viên Động vật, Bảo tàng Thủ công mỹ nghệ Quốc gia Ấn Độ, Purana Qila và Trung tâm Khoa học Quốc gia Ấn Độ". Ngoài ra bảo tàng còn có mặt ở Bhopal, Bhubaneswar, Gangtok, Mysuru, và Sawai Madhopur.

### Hỏa hoạn tháng 4 năm 2016
Sáng sớm ngày 26 tháng 4 năm 2016, một đám cháy lớn đã diễn ra ở bảo tàng và thiêu rụi toàn bộ những bộ sưu tập. Ngọn lửa bắt đầu bùng phát từ 1 giờ 30 sáng ở tầng thứ sáu của tòa nhà Liên đoàn Thương mại và Công nghiệp Ấn Độ (FICCI), là nơi đặt bảo tàng, ngọn lửa thậm chí lan đến tầng 2 và thiêu rụi toàn bộ trước khi lực lượng cứu hỏa có mặt để dập tắt đám cháy. Báo cáo cho rằng hệ thống chữa cháy tự động của tòa nhà đã không hoạt động.
Một hóa thạch có niên đại 160 triệu năm của loài khủng long chân thằn lằn, một bộ sưu tập da thú nổi tiếng của người độn xác thú Van Ingen & Van Ingen là một phần những bộ sưu tập của bảo tàng. Khoảng 200 lính cứu hỏa và 35 xe chữa cháy đã được huy động đến để dập tắt đám cháy trong thời gian ba tiếng rưỡi. Sáu người bị mắc kẹt trong đám cháy và đã được đưa đến bệnh viện gần nhất đển cấp cứu vì bị ngạt khói.
Nguyên nhân của đám cháy vẫn chưa rõ. Nhiều người cho rằng đám cháy được lan nhanh do những mẫu vật của bảo tàng vì hầu hết các vật trưng bày được đặt trên khung giá bằng gỗ.

## Triển lãm
Triển lãm tại bảo tàng tập trung vào thực vật và động vật cùng sự giàu có khoáng sản của Ấn Độ và được chia thành bốn phòng trưng bày chính: "Cell: Đơn vị cơ bản của sự sống", "Sự bảo tồn", "Giới thiệu về Lịch sử Tự nhiên" và "Sinh thái học". Bảo tàng có bộ sưu tập các bộ phim về động vật hoang dã, hệ sinh thái, môi trường và sự bảo tồn; các mẫu sinh vật quý hiếm như các loài bò sát và hóa thạch khủng long cùng những động vật cùng thời; những phòng trưng bày về nguồn gốc và sự tiến hóa của sự sống, sự bảo tồn thiên nhiên, chuỗi thực phẩm trong tự nhiên của thực vật và động vật. Bảo tàng còn có phòng Khám phá và phòng Hoạt động được thiết kế dành cho trẻ em. Bảo tàng tổ chức các chuyến tham quan và có thiết bị tìm hiểu dành riêng cho người khuyết tật.